# Ledavsko jezero
Ledavsko jezero, imenovano tudi Kraško jezero, je umetno akumulacijsko jezero, na reki Ledavi. Vode Ledave in Lukaj potoka so zajezene s pregrado visoko 10 m. Jezero leži na nadmorski višini 234 mnm na območju vasi Ropoča in Krašči v Krajinskem parku Goričko. Njegova površina meri 218 ha.
Domačini za jezero uporabljajo tudi ime Kraško jezero, zaradi česar nekateri nepoučeni mislijo, da gre za jezero z značilnimi kraškimi pojavi, kar pa za Ledavsko jezero ne velja. Nastalo je z zajezitvijo reke Ledave za potrebe regulacije njenega toka, saj je ta v svojem spodnjem toku prej pogosto poplavljala po Ravenskem, ob najhujših poplavah pa je bilo v Murski Soboti več kot pol metra vode. Jezero je nastalo ob koncu 70-ih let 20. stoletja z odkupom približno 200 ha površin, ki so jih zajezili in kasneje poplavili. Povprečno je stalno zalitih cca. 130 ha površin, večinoma v Kraščih in le malo v Ropoči, tam pa se poplavi po potrebi ob večjem deževju. Nepoplavljeni oz. severni del sestoji iz dela, ki je močno zaraščen (prerašča ga belo vrbovje, trstičje, rogozje) in pa travniškega dela, ki mu domačini pravijo Đurdan. Jezero in travnik nad njim sta prepoznana kot naravni vrednoti državnega pomena, saj so se z zajezitvijo voda razvila mokriščna, obvodna in vodni življenjski prostori, kjer živi veliko redkih in ogroženih rastlinskih in živalskih vrst. Veliko med njimi je evropsko varovanih zaradi ogroženosti (natura 2000), številne med njimi so zavarovane tudi s slovenskimi predpisi.
Globina vode se zmanjšuje, saj Ledava prinaša ogromno mulja iz okoliških njiv, ki se nalaga na dno, ki se pri tem dviga. Zaradi tega se je površina vodne gladine že zmanjšala od prvotne. Zaradi neurejenga čiščenja odpadnih voda, ki pritekajo v jezero iz zgoraj ležečih naselij ob Ledavi in Lukaj potoku ter spiranja umetnih gnojil in fitofarmacevtskih pripravkov iz njiv, kakovost vode v jezeru ne ustreza kriterijem za kopanje v naravnih kopališčih. Rekreativne dejavnosti so tako omejene na ribolov in sprehod okoli jezera. Posebej privlačno postaja opazovanje ptic od daleč s spektivi in daljnogledi, ki v prihodnje lahko prispeva h kakovostnemu dvigu ponudbe obiskovalcem. Zaradi varovanja ptic vožnja s čolni in surfi na jezeru ni zaželena.

## Življenje v jezeru
Jezero je bogato z ribami in dvoživkami. Preraščeni deli so odličen življenjski prostor 25-im različnim vrstam ptic, ki jih marsikje po Sloveniji ne srečamo več. Ekosistem pa odgovarja tudi vidri, ki  tu živi in se uspešno razmnožuje. Znano je, da je na Goričkem najbolj ohranjena populacija vidre Sloveniji. Tukaj srečamo tudi 44 različnih vrst kačjih pastirjev, kar predstavlja 3/5 vseh slovenskih vrst. Jezero se z okoliškimi gozdovi in obdelano Goričko pokrajino staplja v čudovito panoramo kulturne krajine. Priča ohranjenosti narave in lepih okoliških gozdov so prostoživeče lisice, jeleni, srne in divji zajci. Na Ledavskem jezeru so pričeli domovati labodi, ki so se, kot kaže, naselili za stalno.

## Akcija »Pozor žabe na cesti«
Vsako pomlad in jesen Javni zavod Krajinki park Goričko s prostovoljci organizira akcijo, namen katere je spraviti dvoživke (žabe, krastače idr.) čez cesto, ne da bi jih vozniki povozili. Z namenom ohranjanja življenja dvoživk so bile v letu 2004 v cesto položene cevi - podhodi za prehajanje živali iz ene na drugo stran ceste. Žal usmerjevalne ograje do "tunelčkov" niso bile postavljene, zato se v pomladni akciji te začasno postavijo v skupni dolžini več kot 2500 m in se po koncu selitve ponovno odstranijo. Dvoživke se namreč spomladi selijo iz kopnega v jezero zaradi razmnoževanja. Odrasli osebki se vrnejo na kopno takoj po odlaganju mresta, mladi osebki se selijo prezimovat v okoliški gozd jeseni. Številčnost populacije dvoživk v zadnjih letih močno upada, pri čemer je velik krivec poleg onesnaževanja tudi promet. Pri tem lahko pomagamo edino ljudje, tako, da v času množične selitve dvoživk k vodam, te obdržimo pri življenju. Akcija poteka tako, da se ustavljene živali ob usmerjevalnih ograjah pobere v vedra in se jih prenese na drugo stran ceste, kjer se jih izpusti, nakar živali same varno nadaljujejo pot do vode. Prenašanje se izvaja v jutranjih in večernih urah. Na ta način ljudje preselijo nekaj tisoč žab. V letu 2011 je bilo prenesenih 11.700 živali. Na tem območju so prvič opazili zeleno krastačo in česnovko.

## Zanimivosti
V teh krajih je vredno opazovati sončni zahod, po njem pa prisluhniti pesmi velikega skovika in čuka, ki ne naznanjata smrti, kot so prepričani mnogi, ampak opozarjata, da je na Goričkem še življenje, saj se njuna pesem drugje po Sloveniji sliši vse redkeje. Kot zanimivost še povejmo, da se v bližini jezera nahaja opuščen peskokop, v katerem so leta 1993 izkopali mlečni zob dinoterja, ki je bil prednik mastodonta, ta pa današnjega slona. Zob hranijo v Prirodoslovem muzeju v Ljubljani.